# Linfocita B
I linfociti B sono cellule del sistema immunitario che giocano un ruolo primario nell'immunità umorale dell'immunità acquisita (al contrario dei linfociti T che sono fondamentali nell'immunità cellulare).
La principale funzione dei linfociti B è quella di produrre anticorpi contro uno specifico antigene svolgendo anche il ruolo di APC (cellula presentante l'antigene) ed eventualmente evolversi in linfociti B memoria dopo l'attivazione dovuta all'interazione con un antigene.
I linfociti B sono cellule che, in seguito a stimolazione, sono capaci di proliferare e trasformarsi in cellule effettrici, le plasmacellule, queste ultime capaci di produrre anticorpi.

## Caratteristiche generali
Il loro nome deriva dal luogo in cui sono stati scoperti la prima volta, un organo degli uccelli chiamato "borsa di Fabrizio". Sebbene con le scoperte successive si notò che i linfociti B erano prodotti anche nell'uomo, la B del nome è rimasta per ricordare il luogo in cui sono generati cioè bone marrow (midollo osseo in inglese).
Dopo una maturazione che si svolge dapprima nel midollo, poi nella milza per finire negli organi linfoidi secondari i linfociti B diventano in grado di produrre anticorpi o immunoglobuline che sono proteine specifiche che riescono ad identificare in maniera precisa e pressoché univoca specifici antigeni.
Il rilascio di anticorpi specifici per un antigene causa l'uccisione dei microbi che lo esprimono tramite diverse vie (complemento, fagocitosi ecc...)
Il primo contatto che avviene tra un linfocita B maturo e l'antigene è seguito nelle successive 48-72 ore da uno stadio di raccolta delle informazioni necessarie alla sintesi dell'adeguato anticorpo (periodo induttivo). Una volta terminato questo lasso di tempo, il linfocita B maturo si divide per mitosi, producendo una plasmacellula ed un linfocita B di memoria.
La risposta anticorpale può essere primaria o secondaria. La risposta primaria consiste nell'attivazione di linfociti B naive da parte di un antigene con il quale non erano mai venute a contatto, mentre la risposta secondaria consiste nell'attivazione delle cellule B di memoria le quali hanno in precedenza già riconosciuto lo stesso antigene. Da ciò deriva il fatto che la risposta secondaria è più rapida di quella primaria, è più intensa, costituita per una frazione maggiore da IgG rispetto a IgM, ha una maggiore affinità verso l'antigene e per questo è capace di intervenire anche in caso di basse quantità di quell'antigene.

## Tipologie
Esistono fondamentalmente 3 tipi di linfociti B che derivano da diverse tappe di maturazione:
- linfociti B-1: esprimono IgM in quantità maggiore rispetto alle IgG e i loro recettori sono polispecifici, e ciò sta a significare che presentano bassa affinità per un gran numero di antigeni;
- linfociti B della zona marginale: sono linfociti B non circolanti che si trovano nella zona marginale della milza.
- linfociti B follicolari o ricircolanti: sono linfociti B che risiedono nei follicoli degli organi linfoidi secondari in attesa di incontrare l'antigene.

Quest'ultimo tipo di linfociti B, nel corso della maturazione può dare luogo a plasmacellule o linfociti della memoria. I linfociti maturi che non abbiano ancora incontrato l'antigene vengono chiamati naive o vergini.

### Plasmacellula
Le plasmacellule sono in grado di produrre anticorpi per anni dopo l'arrivo nel midollo osseo e sono le responsabili della protezione immediata nel caso di un'esposizione successiva dell'antigene.
Esistono due tipi di plasmacellule: a breve sopravvivenza e a lunga sopravvivenza. Le prime si formano nei foci extrafollicolari durante le fasi precoci dell'attivazione T-dipendente e in quelle T-indipendenti. Le seconde, invece, si generano durante la reazione del centro germinativo e acquisiscono la capacità di migrare nel midollo osseo dove ricevono stimoli di sopravvivenza che possono durare anche tutta la vita.
La formazione di una plasmacellula richiede pesanti cambiamenti morfologici nei linfociti B da cui derivano. In primo luogo nel reticolo endoplasmatico che, essendo il sito principale per la produzione di proteine, diventa prominente, ma anche la capacità secretoria risulta notevolmente aumentata. Dal punto di vista funzionale cambia anche il tipo di anticorpo prodotto: da recettore transmembrana diventano anticorpi solubili. Questo richiede un diverso processamento dell'mRNA che anziché portare ad un anticorpo con dominio transmembrana, traduce per un'immunoglobulina terminante con amminoacidi polari.
Sebbene tutti i linfociti B siano in grado di produrre entrambi i tipi di anticorpi, quelli secreti sono prodotti prevalentemente dalle plasmacellule.

### Linfocita B di memoria
I linfociti B di memoria si originano per la prima volta durante la risposta immunitaria primaria.
La plasmacellula secerne una grande quantità di anticorpi, ma muore dopo circa 7 giorni; la cellula della memoria invece ha la capacità di sopravvivere anche per tutta la vita dell'organismo e continuano a vagare nell'organismo in cerca dell'antigene.
Nel caso tali cellule scovino un antigene specifico una seconda volta, la risposta immunitaria secondaria è estremamente più rapida: inizia subito infatti la produzione dell'adeguato anticorpo.

## Maturazione
I linfociti B inizialmente si sviluppano nel fegato fetale, dopo la nascita vengono generati nel midollo osseo. La genesi comincia da progenitori che non esprimono le Ig (HSC, Hematopoietic Stem Cells) che si svilupperanno in linfociti immaturi esprimenti Ig di membrana. Questi linfociti abbandoneranno il midollo osseo per spostarsi nella milza dove continueranno la maturazione. Lo sviluppo nell‘uomo impiega 2-3 giorni circa.

### Stadi di sviluppo
La maturazione è scandita da tappe nelle quali i linfociti sono caratterizzati da specifici marcatori e tipi di Ig.
- Pro-B: Il primo progenitore orientato verso la linea B è detto cellula pro-B. Queste cellule esprimono CD19 e CD10, ma non producono ancora immunoglobuline. Esprimono le proteine Rag necessarie alle ricombinazioni nel locus delle catene pesanti, ovvero D-J e poi V-DJ. Al termine del riarrangiamento i segmenti non interessati vengono rimossi. La ricombinazione V con DJ avviene solo in questo stadio ed è un momento cruciale dal momento che solo il gene V riarrangiato verrà trascritto. In questo momento è presente il picco dei livelli di TdT che si riducono poco prima che la ricombinazione V-J delle catene leggere termini. Successivamente avviene la trascrizione di un RNA che comprende i segmenti VDJ e Cμ con la conseguente formazione di una immunoglobulina μ. L'espressione di questa Ig trasforma il pro-B in una cellula pre-B.
- Pre-B: La caratteristica che contraddistingue i linfociti pre-B è l'espressione del cosiddetto recettore pre-B (o pre-BCR da B Cell Receptor). Questo è formato dalla Igμ complessata con le catene leggere sostitutive (λ5 e V, chiamate così perché omologhe alle catene vere e proprie ma dotate di una sequenza costante) e le Igα e Igβ. Il pre-BCR completo porta il passaggio da pro-B a pre-B e la sua massiccia proliferazione, il tutto indipendentemente dal ligando e svolgendo un importante punto di controllo nella maturazione stessa. Di estrema importanza in questa fase è la tirosina chinasi di Bruton (Btk, Bruton's tyrosine kinase) una proteina facente parte della segnalazione indotta dal pre-BCR. La mancanza di Btk porta ad una patologia chiamata agammaglobulinemia legata al cromosoma X. Il pre-BCR se riarrangiato correttamente inibisce la ricombinazione del locus della catena pesante nell'altro cromosoma operando variazioni nella struttura cromatinica che impediscono l'accesso agli enzimi ricombinanti. Se il recettore non si formasse per un cattivo riarrangiamento, allora l'allele presente sul secondo cromosoma può completare la ricombinazione V(D)J. Quindi ogni linfocita B può codificare la catena pesante da uno solo dei due alleli presenti nel proprio genoma in un fenomeno detto di esclusione allelica. Se entrambi gli alleli risultano incapaci di creare un recettore, la cellula verrà a mancare dei segnali di sopravvivenza necessari e morirà. Infine, il recettore pre-B è in grado di inattivare il gene che codifica per la catena leggera sostitutiva stimolando (senza essere però necessario) il riarrangiamento della catena leggera.
- Linfociti B immaturi: Il passaggio successivo, indotto anche dal pre-BCR, è il riarrangiamento per la catena leggera che, a meno di errori, porterà alla formazione di una catena leggera κ. In caso contrario la cellula può riarrangiare il locus λ. Come per le catene pesanti, un anticorpo può contenere un solo tipo di catena leggera in quanto il riarrangiamento λ avviene se e solo se non è avvenuto quello per κ o se quest'ultimo ha dato vita ad una catena autoreattiva. Il fenomeno in questo caso è noto come esclusione isotipica della catena leggera. La mancata formazione di una catena leggera funzionante porta alla morte cellulare. La ricombinazione della catena leggera porta all completamento dell'immunoglobulina (una IgM) e il passaggio di fatto al rango di linfociti B immaturi dove le IgM vengono espresse sulla membrana insieme alle Igα e Igβ. I BCR funzionanti inviano segnali all'interno della cellula che interrompono l'espressione di Rag (e quindi della ricombinasi) impedendo quindi un possibile ulteriore riarrangiamento. I linfociti B immaturi non proliferano ma vanno incontro a selezione in base alla loro affinità verso gli antigeni: se fortemente autoreattivi muoiono, se poco autoreattivi lasciano il midollo osseo per dirigersi alla milza e completare la maturazione.
- Sottopopolazione di linfociti B maturi: L'appartenenza ad una sottopopolazione rispetto che ad un'altra dipende dalla posizione del progenitore. Le HSC presenti nel fegato fetale genereranno linfociti B-1, mentre quelle nel midollo osseo ai linfociti B-2 che durante la maturazione (in base all'affinità del recettore per gli autoantigeni) verranno indirizzati ai linfociti B della zona marginale o linfociti B follicolari.
  - Linfociti B-1: sono prodotti nel fegato fetale e presentando un repertorio anticorpale estremamente ridotto. Nelle mucose circa la metà dei linfociti che secernono IgA sembrano derivare da questi.
  - Linfociti B della zona marginale: sono linfociti simili ai B-1 per la loro limitata specificità ed esprimono CD21.
  - Linfociti B follicolari : sono linfociti che esprimono anche le IgD oltre alle IgM. Questo avviene perché durante la ricombinazione V(D)J vengono mantenuti i geni Cδ Cμ che vengono poi tradotti solo uno per catena grazie allo splicing alternativo dell'RNA durante il quale possono generare due RNA diversi che tradurranno per le due Ig distinte. La doppia espressione è accompagnata dalla competenza funzionale e dalla capacità di ricircolazione che li trasforma in linfociti B maturi.

### Selezione del repertorio
I linfociti B vanno incontro a dei fenomeni di selezione che dipendono dalla funzionalità dei recettori espressi. Un primo esempio si ritrova nello stadio di linfociti B immaturi dove i BCR completi e maturi inviano segnali che sembrano bloccare l'espressione dei geni Rag interrompendo le possibili ricombinazioni e mantenendo in vita i linfociti B. Questi segnali sono chiamati segnali tonici del BCR. Un altro esempio di selezione avviene in caso di insuccesso del cosiddetto editing recettoriale. Questo avviene quando una immunoglobulina completa viene ad essere troppo autoreattiva verso un antigene. In questo caso vengono indotti dei segnali che riportano l'espressione di Rag, che porta ad una nuova ricombinazione con un gene V a monte di quello precedente e un J a valle del gene originario. I nuovi esoni VJ vengono sostituiti con quelli che rendevano l'Ig autoreattiva. Dopo la maturazione l'incontro con l'antigene non provoca più morte o editing ma proliferazione e differenziazione.

## Recettore dei linfociti B
Il complesso del recettore dei linfociti B' (o complesso BCR) è costituito dalle Ig di membrana (IgM e IgD) e da alcune molecole corecettoriali denominate Ig-alfa e Ig-beta. Queste due sono legate tra loro da ponti disolfuro. Questo recettore è coinvolto nel processo di attivazione funzionale della cellula ed è reso specifico dalla ricombinazione casuale di specifiche regioni del DNA codificanti per gli anticorpi. Nel momento in cui il BCR incontra un antigene a sé complementare andrà ad attivare una cascata di segnali intracellulari che modificheranno l'espressione genica e di fatto il fenotipo cellulare. Il BCR internalizzerà l'antigene e, mediante un processo particolare, lo esporrà sulla superficie cellulare.

### Dettagli molecolari della trasduzione del segnale
Il legame antigene-anticorpo causa l'aggregazione del BCR che innesca la trasduzione del segnale, compito che molte volte è facilitato da alcuni corecettori. Sembra che antigeni multivalenti abbiano più capacità di attivare il complesso al momento che si aggregano anche delle chinasi della famiglia Src che fosforilano le tirosine dei domini ITAM presenti nelle Igα e Igβ. La fosforilazione permette poi il legame con la tirosina chinasi Syk. In caso di antigene monovalente si hanno comunque deboli quantità di fosforilazioni che necessitano dell'intervento dei linfociti T helper.
Il fine ultimo delle cascate di trasduzione del segnale è quello di attivare dei fattori di trascrizione che aumentino o inizino la produzione di proteine specifiche. Nei linfociti T sono 3 i principali fattori che vengono attivati:
- AP-1: è un dimero formato dalle proteine Fos e Jun legate fra loro tramite un motivo a cerniera di leucina. È capace di legare altri fattori e agire in sinergia con loro.
- NFAT: ne esistono 4 tipi e i due sintetizzati nei linfociti T sono NFAT1 e 2. Traslocano nel nucleo in seguito a defosforilazione tramite calcineurina.
- NF-κB: è un fattore essenziale per la sintesi di citochine. È presente nel citoplasma in forma inattiva associato IκB che comprono il motivo responsabile della traslocazione. la fosforilazione di IκB provoca il suo distacco e la liberazione di NF-κB.

La trasduzione del segnale attivatoria ed inibitoria dei linfociti B e T sono simili sotto numerosi aspetti.

Alcune di queste molecole come Rac--GTP hanno il compito di riorganizzare il citoscheletro per permettere la formazione della sinapsi immunologica

Vie di segnalazione per NFAT e NF-κB

1. Attivazione di AP-1: Quando un linfocita B tramite il suo recettore BCR riconosce l'antigene alcune proteine chinasi associate alla membrana come Lyn, Fyn e Blk, fosforilano i due residui di tirosina all'interno delle loro sequenze ITAM dando inizio alle cascate di trasduzione.
2. Attivazione di NFAT e NF-κB: Il fosfatidilinisitolo trifosfato (o PIP3) è presente sulla faccia interna membrana cellulare e si forma per fosforilazione da fosfatidilinisitolo bifosfato (PIP2) tramite la PI3 chinasi. PIP3 e PIP2 sono anche presenti nelle cascate di segnale mediate da PLCγ1.
3. Inibizione della trasduzione del segnale: L'inibizione della trasduzione del segnale nei linfociti T che hanno incontrato l'antigene è determinata principalmente da alcune tirosine fosfatasi, da alcuni recettori inibitori e da alcune ubiquitina ligasi E3.

#### Tirosine fosfatasi
Le tirosine fosfatasi sono enzimi il cui compito è quello di rimuovere gruppi fosfato dalle tirosine di alcune proteine, principalmente tirosine chinasi e proteine adattatrici, che nel caso dei linfociti T sono coinvolte nella trasduzione del segnale dal complesso del TCR. La rimozione di un gruppo fosfato non sempre implica l'inibizione dell'attività della data proteina, talvolta può determinarne anche l'attivazione. Due tirosine fosfatasi importanti nell'inibizione della trasduzione del segnale e nel suo spegnimento sono SHP-1 e SHP-2 (SH2-domain containing Phosphatase) che rimuovono gruppi fosfato dalle tirosine delle principali proteine coinvolte nella trasduzione del segnale come CD3, ζ, ZAP-70, LAT, PLCγ. Sono coinvolte anche le proteine SHIP (SH2-domain containing Inositol Phosphatase) che rimuove fosfati dagli inositoli fosfati di membrana e CD45 che defosforila Lck e Fyn, con un ruolo ambivalente di attivazione e inibizione non ancora pienamente compreso.

#### Recettori inibitori
I recettori inibitori della famiglia di CD28 sono recettori simili a CD28 ma con funzioni inibitorie e non costimolatorie, ne fanno parte principalmente CTLA-4 e PD-1. CTLA-4 (Cytotoxic T-Lymphocyte Antigen 4, noto anche come CD152) compete con CD28 per il legame a B7-1 (CD80) e B7-2 (CD86), avendo un'affinità molte volte più alta, ma ha funzioni opposte rispetto ad esso ed è espresso principalmente nei linfociti T recentemente attivati dall'antigene. Può inoltre contrastare la risposta T reclutando SHP-2. Normalmente CTLA-4 si trova in vescicole intracellulari il cui traffico sembra essere mediato da AP2M1 (AP-2 complex subunit Mu-1) che contribuisce anche alla formazione di un ATPasi endosomiale con il compito di acidificare il contenuto di questi organelli. CTLA-4 sembra essere importante per inibire le risposte self nell'uomo. PD-1 (Programmed cell Death 1) è un altro regolatore con funzioni simili a quelle di CTLA-4, i suoi ligandi sulle APC sono PD-L1 e PD-L2 (Programmed cell Death Ligand) noti anche come B7-H1 e B7-DC. La coda di questa proteina è in grado di reclutare SHP-1 e SHP-2.

#### Ubiquitina ligasi E3
Le ubiquitina ligasi E3 è il terzo metodo con cui è possibile inibire la trasduzione del segnale nei linfociti T. L'ubiquitina ligasi E3 più importante è Cbl-b che poliubiquitina la coda di CD3 e ZAP-70 portando all'endocitosi del complesso del TCR e alla sua degradazione lisosomiale. La via di Vav/Rac inibisce l'azione di Cbl-b.

### Corecettori
Sulle membrane dei linfociti B è presente anche CR2 (o CD21 o recettore per il complemento di tipo 2), un recettore per il complemento che potenzia notevolmente la loro risposta funzionale. CR2, che fa parte del complesso recettoriale dei linfociti B insieme a CD19 e CD81, lega un frammento del complemento detto C3d che è a sua volta legato ad un antigene: questo permette all'anticorpo di prendere contatto con l'antigene. Questo porta CD19 molto vicino alla chinasi associate al BCR causandone una fosforilazione che attiva il recettore. Tutto questo porta ad un aumento della fosforilazione dei domini ITAM nelle Igα e Igβ e all'attivazione di altre vie di segnalazione (come quella di PI3).

## Azione
I linfociti B sono le cellule protagoniste della risposta immunitaria umorale. I recettori dei linfociti B sono in grado di legare gli antigeni e di attivarsi contro di essi, oppure di inglobarli, processarli ed esporli ai linfociti T helper che a loro volta attiveranno i linfociti B stessi.

### Ricircolo e ricerca dell'antigene
I linfociti B maturi (cioè quelli esprimenti le IgD e IgM complete) ricircolano continuamente tra gli organi linfoidi secondari (milza, linfonodi, MALT) in ricerca dell'antigene. Quasi tutti entrano nei follicoli, caratteristica che gli ha donato il nome di linfociti B follicolari o linfociti B ricircolanti. Grazie al recettore CXCR5 espresso da questi ultimi, possono legare la citochina CXCL13 secreta dalle cellule del follicolo grazie alla quale vengono attiranti al suo interno. La vita di un linfocita è limitata e può essere aumentata dal legame con un antigene o da segnali generati da un recettore chiamato recettore di BAFF che lega la citochina BAFF (B-cell Activating Factor of the TNF Family) chiamata anche BLyS (B-Lymphotcyte Stimulator). Stesso ruolo di BAFF lo svolge il ligando APRIL che è riconosciuto da TACI e BCMA espressi dai linfociti B. Questi ligandi di sopravvivenza sono espressi soprattutto dal midollo osseo e dalle cellule mieloidi del follicolo.

### Attivazione in seguito al legame con gli antigeni
L'attivazione dei linfociti B può essere indotta dal semplice legame dell'antigene col BCR, con l'aiuto di frammenti del complemento oppure dall'attivazione dei Toll-Like Receptors (TLR) che attivano a loro volta i linfociti stessi. In particolare, per quest'ultima metodica bisogna ricordare che i linfociti B esprimono i TLR5, TLR7 e TLR9 che riconoscono rispettivamente flagellina batterica, RNA a singola elica e sequenze non metilate in DNA presenti negli endosomi. Dopo l'attivazione i linfociti aumentano la sopravvivenza (grazie all'espressione di Bcl-2 una proteina antiapoptotica), le cellule si ingrandiscono, proliferano e producono anticorpi. Per la maggior parte degli antigeni proteici l'attivazione non causa una risposta diretta di produzione di anticorpi, bensì l'internalizzazione del BCR legante l'antigene per processarlo ed esporlo sulle molecole MHC di classe II (vedi Linfociti B come APC) in attesa che i linfociti T helper lo riconoscano. Questo è dovuto al fatto che gli antigeni proteici in genere possiedono una o poche regioni leganti i recettori del sistema immunitario che vengono enfatizzate esponendole con le molecole MHC. Questo è fatto di norma nella risposta immunitaria cellulo-mediata dove i linfociti T sono dipendenti dalle MHC per riconoscere l'antigene. D'altra parte questo consente ai linfociti B di poter legare fortemente antigeni non proteici (il cui riconoscimento da parte di quasi tutte le cellule T non avviene).

### Risposte immunitarie dipendenti dai linfociti T helper
Il nome helper per alcuni linfociti T nasce dal fatto che questi linfociti (che non producono anticorpi) aiutano (dall'inglese help) l'attivazione dei linfociti B (che invece li producono). Le probabilità che due linfociti B e T siano specifici per lo stesso antigene è molto bassa (circa 1 su un milione) e questo dato rende necessaria che i due leucociti si ritrovino entrambi in uno stesso luogo per poter interagire. Esprimendo entrambi il recettore per le citochine CXCR5, possono legare CXCL13 la citochina secreta dalle cellule del follicolo. I linfociti T helper, residenti nelle aree T, devono prima ridurre l'espressione di CCR7 potendo così uscire dalle suddette aree. A loro volta i linfociti B aumentano l'espressione di CCR7 a discapito di CXCR5 per poter uscire dal follicolo e dirigersi verso le aree T, compiendo il percorso inverso delle cellule T. Viene anche espresso CD69 che blocca l'uscita dal linfonodo.

#### L'importanza del legame CD40-CD40L
I linfociti B attivati dall'antigene esprimono sulla propria membrana il recettore CD40 in grado di legare il ligando CD40L presente sui linfociti T helper attivati. L'interazione fra i due, conseguente al legame tra MHC-antigene con il recettore delle cellule T, provoca una cascata di segnale che porta alla proliferazione dei linfociti B e alla produzione e secrezione delle Ig. L'attivazione avviene ad opera delle proteine TRAF (TNF Receptor-Associated Factors) che attivano a loro volta NF-κB e AP-1 responsabili delle funzioni effettrici della trasduzione. CD40 contribuisce anche alla trascrizione di AID (Activation-Induced Deaminase), responsabile degli scambi di classe delle Ig.

#### Attivazione extrafollicolare
L'uscita dei linfociti B dal follicolo e dei linfociti T dalle aree ad essi dedicati causa l'incontro tra i due appena fuori dal follicolo. Si formano dei foci extrafollicolari formati da linfociti B attivati che si stanno trasformando in plasmacellule e operano degli iniziali scambi isotipici. Nella milza questi foci si formano nelle regioni esterne dei manicotti linfoidi periarteriolari (o PALS) o tra le regioni T e la polpa rossa. Queste plasmacellule secernenti anticorpi sono a breve sopravvivenza e producono un numero limitato di immunoglobuline che possono formare degli immunocomplessi che vengono prelevate dalle cellule dendritiche follicolari (FDC). Le FDC richiamano, attraverso il rilascio di chemochine, alcuni linfociti B attivati nel follicolo vero e proprio per dare inizio alla reazione del centro germinativo.

#### Reazione del centro germinativo
Nei follicoli i linfociti B attivano i linfociti T che diventano linfociti T helper follicolari poiché si ritrovano solo in quest'area. Nel frattempo alcuni linfociti B appena attivati migrano in profondità nel follicolo dove proliferano molto velocemente dando vita al centro germinativo che appare come una zona chiara. All'interno del centro germinativo è presente una zona più scura di linfociti B in rapida proliferazione (una mitosi ogni 6-12 ore) definiti centroblasti che danno vita a cloni di cellule B specifici per uno stesso antigene. Nella zona chiara del centro germinativo si trovano invece dei linfociti B non proliferanti denominati centrociti che interagiscono con le cellule dendritiche follicolari andando incontro ad ulteriori processi di selezione e differenziazione. La zona di linfociti B naive intorno al centro germinativo prende il nome di zona mantellare.

#### Eventi nel centro germinativo
Lo scambio di classe delle catene pesanti avviene nei linfociti B presenti nei centri germinativi e in misura minore alla periferia dei follicoli ad opera dei linfociti T follicolari. Questa capacità di cambiare classe fornisce una versatilità maggiore dal momento che classi diverse svolgono al meglio funzioni effettrici diverse garantendo una alla risposta immunitaria migliore (vedi tabella). Lo switch isotipico viene avviato dall'interazione tra il CD40 presente sul linfocita B attivato e il CD40L presente sul linfocita T attivato che da una parte determina una trasduzione del segnale a valle che porta all'attivazione di AID (activation-induced deaminase) e dall'altra promuove la sintesi di alcune citochine da parte del linfocita T. Le diverse citochine, legandosi ai rispettivi recettori posti sulla membrana del linfocita B, inducono fattori di trascrizione che agiscono sui geni codificanti per gli isotipi della catena pesante delle Ig che sarà poi il substrato sul quale opererà AID. In particolare IFN-γ induce lo switch verso le IgG, IL-4 verso le IgE e TGF-β, BAFF o APRIL verso le IgA.
L'ipermutazione somatica è una caratteristica del gene V delle immunoglobuline. In questa regione genomica si stima avvenga una mutazione per ogni mille paia di basi, con una frequenza che è 1000 volte più elevata che in tutto il genoma. Questo significa che la continua produzione di anticorpi da parte di uno stesso clone di linfociti B porti ad un accumulo di mutazioni che si estrinseca in un miglioramento continuo dell'affinità per l'antigene. Tutto questo trova una spiegazione nella presenza di un'ulteriore selezione nel processo di maturazione. L'ipermutazione somatica avviene nei centroblasti.

#### L'ultima selezione
Avvenuti gli eventuali scambi di classe e la maturazione dell'affinità, i linfociti B si spostano nella zona chiara del centro germinativo ricco di cellule dendritiche follicolari. Qui i linfociti T helper follicolari producono IL-21 che promuovono l'apoptosi dei linfociti B stessi. La morte cellulare può essere fermata solamente se i recettori delle cellule B riconoscono con elevata affinità (quindi a basse concentrazioni) gli antigeni presentati dalle cellule dendritiche follicolari c. Il legame con l'antigene da sé innesca stimoli di sopravvivenza, ma il legame con i linfociti T helper follicolari promuoverà un ulteriore stimolo grazie a CD40. L'alta affinità serve a garantire il legame con gli antigeni anche nelle fasi finali della risposta, cioè quando il numero dei patogeni è drasticamente diminuito.
Da questo punto in poi i linfociti B possono differenziarsi in plasmacellule o linfociti B della memoria.

### Risposte immunitarie indipendenti dai linfociti T helper
Le risposte indipendenti dai linfociti T helper (risposte TI) entrano in gioco prevalentemente per antigeni non proteici che non possono essere riconosciuti dalle cellule T la cui partecipazione sarebbe, ovviamente, superflua. Esistono due tipi di linfociti che operano questo tipo di risposta, ovvero i linfociti B della zona marginale e le cellule B-1. I primi rispondono a polisaccaridi e si differenziano in plasmacellule che producono IgM e sono dette anche cellule IgM della memoria. I linfociti B-1, invece, sono prevalentemente presenti nelle mucose e lì rispondono agli antigeni T-indipendenti. Le risposte TI iniziano a livello della milza, del midollo osseo, del peritoneo e delle mucose. In particolare i macrofagi presenti nelle zone marginali della milza sono ampiamente efficienti nel catturare i polisaccaridi e nell'esporli sulla propria superficie in attesa del riconoscimento da parte dei linfociti B. A questo tipo di risposta partecipano anche i Toll-like receptor che, come le Ig, sono in grado di aggregarsi dopo legame con polisaccaridi, glicolipidi e acidi nucleici.

## Linfociti B come APC
La collaborazione fra linfociti B e T è un buon esempio di un fenomeno chiamato effetto aptene-carrier. Per aptene si intende una sostanza in grado di legare gli anticorpi (antigene) ma incapace di scatenare una risposta immunitaria (immunogeno); mentre il carrier è una proteina a cui è associato l'aptene. Solo il complesso aptene-carrier è in grado di fungere da immunogeno. Allo stesso modo, gli anticorpi sono in grado di riconoscere un determinante conformazionale in una sostanza (aptene) che legandosi provoca l'internalizzazione dell'antigene e la sua processazione. La digestione proteolitica del carrier provoca la formazione di diversi peptidi lineari riconosciuti dai linfociti T una volta esposti sulle MHC di classe II del linfocita B. Questo provoca l'attivazione del linfociti T, dipendente dalla stimolazione delle citochine, e del linfocita B conseguentemente. Si può intuire che il singolo carrier non sarebbe in grado di essere espresso sulle MHC se non ci fosse stato l'aptene a permettere il legame con l'anticorpo. D'altra parte il singolo aptene non avrebbe portato all'attivazione dei linfociti T che, invece, avevano bisogno del carrier.